# Южный Парк (1-й сезон)
Первый сезон американского анимационного телесериала «Южный Парк» впервые транслировался в США на телеканале Comedy Central с 13 августа 1997 года по 25 февраля 1998 года. Создатели Трей Паркер и Мэтт Стоун написали большую часть эпизодов сезона; Дэн Стерлинг, Филип Старк и Дэвид Гудман написали пять эпизодов. Сюжет вращается вокруг четырёх детей — Стэна Марша, Кайла Брофловски, Эрика Картмана и Кенни Маккормика — и их необычных переживаний в одноимённом горном городке.
Первый сезон был успешным для Comedy Central. Рейтинг Нильсена повысился с 1,3 до 6,4 с первого по десятый эпизод. Несколько эпизодов были номинированы на награды, в том числе на премию «Эмми» 1998 года в категории «Лучшая анимационная программа (менее одного часа)» и премию GLAAD в категории «Выдающееся телевидение — индивидуальный эпизод» за эпизод «Большой Эл-гомосек и его гомояхта», премию CableACE в номинации «Лучший анимационный сериал» и был номинирован на премию «Энни» 1998 года в категории «Выдающиеся достижения в анимационной программе в прайм-тайм или в телевизионной программе поздно вечером».
Шоу имело финансовый успех для Comedy Central и помогло сети превратиться в «мощную кабельную индустрию почти мгновенно». Несмотря на это, критики дали сезону неоднозначные отзывы. Совет родительского телевидения оценил его настолько оскорбительным, что его «не следовало делать»: «он не просто раздвигает границы, он сбивает его со стола», в то время как другой критик назвал его «чертовски близким» к быть «идеальным» сезоном телесериала.

## Актёрский состав

### Основной состав
- Трей Паркер — Стэн Марш / Эрик Картман / Рэнди Марш / мистер Гаррисон / Клайд Донован / мистер Хэнки / мистер Маки / Стивен Стотч / Джимми Волмер / Тимми Барч / Филлип
- Мэтт Стоун — Кайл Брофловски / Кенни Маккормик / Баттерс Стотч / Джеральд Брофловски / Стюарт Маккормик / Крэйг Такер / Джимбо Керн / Терренс / Твик Твик / Пип Пиррип / Иисус
- Мэри Кей Бергман — Лиэн Картман / Шейла Брофловски / Шелли Марш / Шерон Марш / миссис Маккормик / Венди Тестабургер
- Айзек Хейз — Шеф

### Приглашённые звёзды
- Джордж Клуни — Спарки[4]
- Майкл Баффер в роли самого себя
- Наташа Хенстридж — мисс Эллен[5]
- Роберт Смит в роли самого себя[6]
- Джей Лено — мистер Китти[4]

## Эпизоды
| № общий | № в сезоне | Название                                                               | Режиссёр                 | Автор сценария                         | Дата премьеры    | Произв. код | Зрители США (млн) |
| --- | ---------- | ---------------------------------------------------------------------- | ------------------------ | -------------------------------------- | ---------------- | ----------- | ----------------- |
| 1 | 1          | «Картман и анальный зонд» «Cartman Gets an Anal Probe»                 | Трей Паркер              | Трей Паркер и Мэтт Стоун               | 13 августа 1997  | 101         | 0,889             |
| Выясняется, что инопланетянами в задний проход Картмана вживлён передатчик. Кроме того, пришельцы похищают Айка, младшего брата Кайла. Стэн пытается завязать отношения с Венди, а Кайл пытается спасти своего брата. |            |                                                                        |                          |                                        |                  |             |                   |
| 2 | 2          | «Набор веса 4000» «Weight Gain 4000»                                   | Трей Паркер и Мэтт Стоун | Трей Паркер и Мэтт Стоун               | 20 августа 1997  | 102         | 1,108             |
| Картман выигрывает общенациональный конкурс сочинений и начинает «набирать форму» с помощью средства «Набор веса 4000». Вручать ему приз приезжает телезвезда Кэти Ли Гиффорд, которую с детства ненавидит мистер Гаррисон. Венди Тестабургер пытается доказать, что Картман в конкурсе победил нечестно, а мистер Гаррисон решает убить Кэти Ли Гиффорд. |            |                                                                        |                          |                                        |                  |             |                   |
| 3 | 3          | «Вулкан» «Volcano»                                                     | Трей Паркер и Мэтт Стоун | Трей Паркер и Мэтт Стоун               | 27 августа 1997  | 103         | 0,716             |
| Дети отправляются на охоту с дядей Стэна Джимбо и его другом Недом. Картман рассказывает о страшном горном чудище — Сказложопе. Некстати начинается извержение вулкана, которое грозит уничтожить Южный Парк. |            |                                                                        |                          |                                        |                  |             |                   |
| 4 | 4          | «Большой Эл-гомосек и его гомояхта» «Big Gay Al’s Big Gay Boat Ride»   | Трей Паркер              | Трей Паркер и Мэтт Стоун               | 3 сентября 1997  | 104         | 0,686             |
| Стэн обнаруживает, что его пёс Спарки — голубой, и это его шокирует. Стэн пытается отучить Спарки от его наклонностей. В то же время третий класс готовится к решающей игре в американский футбол, в которой Стэну предстоит сыграть решающую роль. |            |                                                                        |                          |                                        |                  |             |                   |
| 5 | 5          | «Слон занимается любовью со свиньёй» «An Elephant Makes Love to a Pig» | Трей Паркер              | Трей Паркер, Мэтт Стоун и Дэн Стерлинг | 10 сентября 1997 | 105         | 1,286             |
| Стэн мучается от побоев своей сестры Шелли. Кайл заводит слона, и друзья, пытаясь скрестить его со вислобрюхой свиньёй Картмана, обращаются в лабораторию доктора Альфонса Мефесто. Билл, Терренс и Фосси в попытке создать что-то более эффектное, чем главные герои, клонируют Стэна.                                                                   |            |                                                                        |                          |                                        |                  |             |                   |
| 6 | 6          | «Смерть» «Death»                                                       | Мэтт Стоун               | Трей Паркер и Мэтт Стоун               | 17 сентября 1997 | 106         | 1,129             |
| Дедушке Стэна — 102 года. Единственное, что он хочет — умереть. Он пытается любым способом добиться, чтобы Стэн его убил. Тем временем Шейла Брофловски пытается запретить шоу Терренса и Филлипа. |            |                                                                        |                          |                                        |                  |             |                   |
| 7 | 7          | «Конъюнктивит» «Pinkeye»                                               | Трей Паркер              | Трей Паркер, Мэтт Стоун и Филип Старк  | 29 октября 1997  | 107         | 2,665             |
| Наступает Хэллоуин и традиционный школьный конкурс костюмов. Кенни погибает, когда на него падает станция «Мир», и становится зомби, однако врач думает, что у него конъюнктивит. Кенни постепенно превращает в зомби всех жителей Южного Парка, и Кайлу приходится распилить его.                                                                        |            |                                                                        |                          |                                        |                  |             |                   |
| 8 | 8          | «Кошмарный Марвин» «Starvin’ Marvin»                                   | Трей Паркер              | Трей Паркер                            | 19 ноября 1997   | 109         | 3,679             |
| Наступает День благодарения. Дети знакомятся с мальчиком из Эфиопии, которого им по ошибке прислали вместо наручных часов. Доктор Мефесто, пытаясь генетически модифицировать индеек, превращает их в убийц. |            |                                                                        |                          |                                        |                  |             |                   |
| 9 | 9          | «Мистер Хэнки, рождественская какашка» «Mr. Hankey, the Christmas Poo» | Трей Паркер и Мэтт Стоун | Трей Паркер                            | 17 декабря 1997  | 110         | 4,545             |
| Город пытается организовать политкорректное Рождество, а Кайл — познакомить всех со своим другом, живущим в канализации. |            |                                                                        |                          |                                        |                  |             |                   |
| 10 | 10         | «Дэмиен» «Damien»                                                      | Трей Паркер              | Трей Паркер и Мэтт Стоун               | 4 февраля 1998   | 108         | 5,553             |
| В школе новичок — Дэмиен, сын дьявола, с которым никто не хочет дружить. Он предрекает пришествие князя тьмы, и скоро Сатана должен сразиться с Иисусом на ринге. |            |                                                                        |                          |                                        |                  |             |                   |
| 11 | 11         | «Ринопластическая клиника Тома» «Tom’s Rhinoplasty»                    | Трей Паркер              | Трей Паркер                            | 11 февраля 1998  | 111         | 4.678             |
| Мистер Гаррисон изменяет себе нос. Все мальчики третьего класса стараются привлечь внимание новой красотки-учительницы. |            |                                                                        |                          |                                        |                  |             |                   |
| 12 | 12         | «Меха-Стрейзанд» «Mecha-Streisand»                                     | Трей Паркер              | Трей Паркер, Филип Старк и Мэтт Стоун  | 18 февраля 1998  | 112         | 5,380             |
| Во время экскурсии на место раскопок друзья находят артефакт, который стремится заполучить Барбра Стрейзанд, после чего превращается в гигантского монстра, грозя разрушить город. |            |                                                                        |                          |                                        |                  |             |                   |
| 13 | 13         | «Мамаша Картмана — грязная шлюха» «Cartman’s Mom Is a Dirty Slut»      | Трей Паркер              | Трей Паркер и Дэвид Гудман             | 25 февраля 1998  | 113         | 5,396             |
| Картман пытается выяснить, кто его отец, а Стэн и Кайл невольно помогают ему оплатить генетическую экспертизу. |            |                                                                        |                          |                                        |                  |             |                   |

## Производство
Идея «Южного парка» возникла в 1992 году, когда создатели Трей Паркер и Мэтт Стоун встретились на уроке кино, будучи студентами Университета Колорадо. Они обсудили съёмку трёхминутного короткометражного фильма с участием мальчика, который подружился с говорящим куском фекалий по имени мистер Хэнки. Хотя такого короткометражного фильма так и не было, Паркер и Стоун создали рождественский анимационный короткометражный фильм, широко известный как «Иисус против Фрости». В грубой малобюджетной анимации использовались прототипы главных героев «Южного парка», включая Картмана, Стэна и Кайла. Исполнительный директор Fox Broadcasting Company Брайан Грэден увидел фильм и в 1995 году послал Паркеру и Стоун чек на 1200 долларов с просьбой создать второй короткометражный фильм, который он мог бы отправить своим друзьям в качестве рождественской видеокарты. Короткометражка, названная «Дух Рождества», также известная как «Иисус против Санты», больше напоминала стиль более позднего сериала. В 1997 году фильм «Дух Рождества» получил награду Ассоциации кинокритиков Лос-Анджелеса в категории «Лучший анимационный фильм», что ещё больше привлекло внимание представителей индустрии к этим двум создателям фильма.
Видео «Иисус против Санты» было широко распространено в Интернете. Сообщается, что Джордж Клуни сделал для своих друзей 300 копий, и впоследствии этот короткометражный фильм был признан первым вирусным видео. Популярность короткометражного фильма привела к тому, что Паркер и Стоун разработали концепцию анимационного шоу для взрослых с четырьмя детьми в качестве главных героев и вымышленным городом Южный Парк в Скалистых горах Колорадо. Через Грэдена дуэт убедил Fox купить их сериал из-за его репутации с более острыми шоу в прайм-тайм, такими как «Полицейские», «Симпсоны» и «Секретные материалы». Fox организовали встречу в своём офисе в Сенчери-Сити, чтобы обсудить с Паркером и Стоуном, как будет развиваться шоу. Встреча не прошла успешно; Fox возненавидели мистера Хэнки, включённого в сериал, поскольку чувствовали, что говорящий кал не будет хорошо ладить со своими зрителями. Паркер и Стоун отказались удовлетворить просьбу Fox об удалении персонажа и в результате полностью разорвали связи с ними.
Позже исполнительный директор Comedy Central Дуг Херцог увидел короткометражку «Иисус против Санты» и счёл её «буквально самой забавной вещью, которую [он] когда-либо видел», и попросил Паркера и Стоуна разработать шоу для его сети. Во время переговоров Паркер и Стоун подняли идею об эпизоде с мистером Хэнки, причём Паркер утверждал, что «мы должны знать одну вещь, прежде чем мы действительно пойдём дальше: как вы относитесь к разговору какашки?». Руководство сети восприняло эту идею, что стало одной из основных причин, по которым Паркер и Стоун решили продолжать развивать шоу. Первый эпизод сериала «Картман и анальный зонд» вышел на Comedy Central 13 августа 1997 года, а мистер Хэнки дебютировал несколько месяцев спустя в девятом эпизоде «Мистер Хэнки, рождественская какашка».

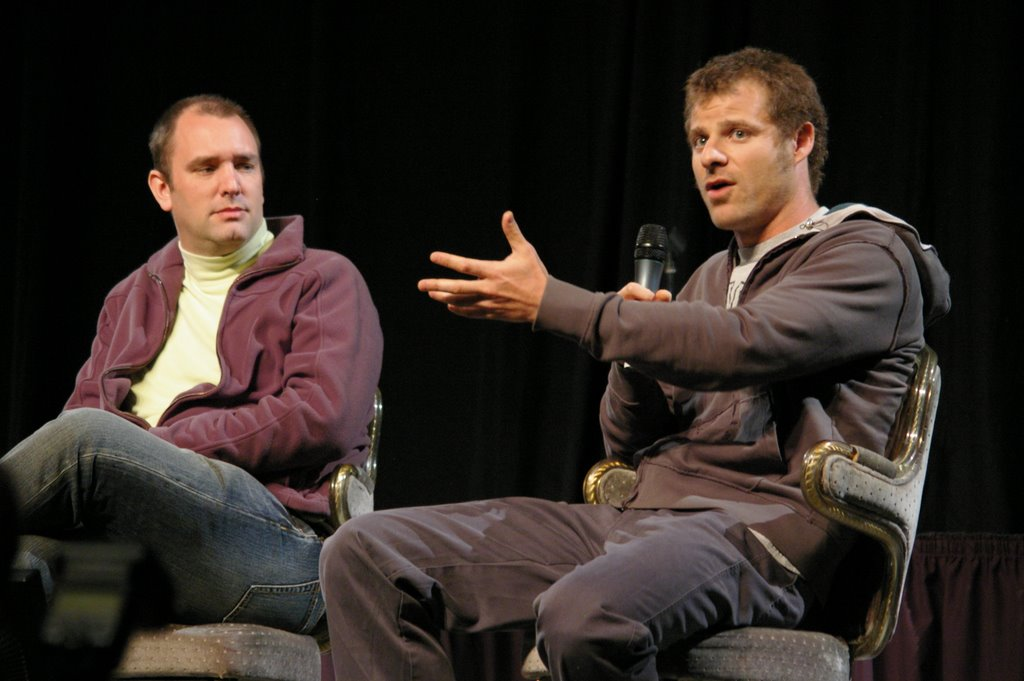
Трей Паркер и Мэтт Стоун, создатели «Южного парка»

Пилотный эпизод получил плохие результаты от тестовой аудитории. Позже Паркер признал, что в отношении языка он и Стоун чувствовали давление, чтобы соответствовать своим предыдущим двум короткометражкам, и «пытались продвинуть вещи … может быть, дальше, чем нам следовало [иметь]». Напротив, они позволили последующим эпизодам быть «более естественными», сосредоточившись больше на высмеивании тем, считающихся табу, «без того, чтобы просто бросить туда кучу грязных словечек». После плохих результатов тестовой аудитории руководители Comedy Central не были уверены, хотят ли они заказывать дополнительные эпизоды после «Картмана и анального зонда». Однако, когда в Интернете начали возникать слухи о двух оригинальных короткометражках, сеть поручила Паркеру и Стоуну написать ещё один эпизод, не переходя к целому сериалу, пока они не увидят сценарий. Во время работы над фильмом «Оргазмо» Паркер и Стоун написали сценарий того, что позже станет эпизодом «Набор веса 4000». Дуэт стремился дать руководству Comedy Central представление о том, каким будет сериал и чем каждый эпизод может отличаться от других. Сети понравился сценарий, и когда Паркер и Стоун отказались писать ещё один сценарий, прежде чем подписать по крайней мере шесть эпизодов, руководители согласились посвятить себя сериалу.
Comedy Central изначально заказали только шесть эпизодов, но когда шоу оказалось успешным, они запросили ещё семь, которые Паркер и Стоун должны были быстро спродюсировать. «Конъюнктивит», первый из этих новых эпизодов, вышел в эфир 29 октября 1997 года, всего через два с половиной месяца после премьеры шоу. Было три праздничных эпизода — «Конъюнктивит», «Кошмарный Марвин» и «Мистер Хэнки, рождественская какашка» — которые транслировались с интервалом в три недели, а остальные четыре — в конце февраля 1998 года.
«Картман и анальный зонд» был единственным эпизодом, почти полностью анимированным с использованием традиционной вырезанной из бумаги техники покадровой анимации. Все последующие эпизоды будут полностью анимированы на компьютере с помощью PowerAnimator или Maya. К восьмому эпизоду, «Дэмиен», большая часть обязанностей по рисованию и анимации, которыми занимались Паркер и Стоун, теперь были отданы команде аниматоров. Также это был единственный эпизод, помимо «Картмана и анального зонда», который получил рейтинг TV-14 (для зрителей старше 14 лет) вместо обычного TV-MA (для зрителей старше 17 лет). Паркер и Стоун считают, что четвёртый эпизод, «Большой Эл-гомосек и его гомояхта», помог поднять рейтинги в начале сезона. Они посчитали, что первый официальный рождественский выпуск шоу «Мистер Хэнки, рождественская какашка» вывел «Южный Парк» на новый уровень популярности, и Паркер сказал, что этот эпизод «просто переполнил всё».

## Приём

### Рейтинги
Первый сезон «Южного парка» стал успешным для Comedy Central. «Картман и анальный зонд» получил рейтинг Нильсена 1,3, что соответствует 980 000 зрителей, что в то время считалось высоким показателем для кабельной программы в США. Он немного увеличился к третьему эпизоду «Вулкан» и к шестому эпизоду «Смерть» шоу достигло рейтинга 1,7. С тех пор рейтинг продолжал стремительно расти: до 3,8 («Конъюнктивит»), 4,8 («Кошмарный Марвин»), 5,4 («Мистер Хэнки, рождественская какашка»), 6,4 («Дэмиен») и 6,9 («Меха-Стрейзанд»). Это соответствует увеличению до 5,4 миллиона зрителей. Финал сезона «Мамаша Картмана — грязная шлюха» получил рейтинг Нильсена 8,0 и собрал более 300 000 зрителей, когда впервые был показан в Канаде в августе 1998 года.
«Южный парк» стал одним из первых телесериалов, контрафактно распространяемых через Интернет, как и «Дух Рождества» до этого. Студенты колледжа оцифровали многие эпизоды из первого сезона и транслировали их в онлайн-режиме для друзей, которые не смогли получить подписку на Comedy Central.

### Критика
Несмотря на высокие рейтинги, отзывы телекритиков за сезон были неоднозначными. И в The Washington Post, и в The New York Times было три статьи, в которых сериал упоминался, обычно в терминах «классовых аргументов вкуса». Первый эпизод сериала «Картман и анальный зонд» получил в основном отрицательные отзывы после выхода в эфир. Брент Бозелл, основатель и тогдашний президент Совета родительского телевидения, дал отрицательную оценку эпизоду, заявив, что его «не следовало делать»: «он не просто раздвигает границы, он сбивает его со стола». Брюс Фреттс из Entertainment Weekly плохо отнёсся к сценарию и персонажам, высмеивая, что «если бы только детские шутки были такими же свежими, как их рты» и что «это могло бы помочь, если бы у детей Южного парка были индивидуальности, но они как единое целое … размерное, как анимация вырезания и вставки». Назвав сериал «второсортным, грубым и несмешным», Хэл Бодекер из Orlando Sentinel посчитал, что этот эпизод произвёл «такое плохое впечатление, что трудно понять странную волну сериала». Том Шейлз из The Washington Post посчитал, что «большая часть предполагаемого юмора на премьере носит застенчивый и самодовольный характер в своей вульгарности: шутки о метеоризме, неоднократное использование слова „фаллоимитатор“ (как в прямом, так и в уничижительном смысле), и общий вид злобной неприятности».
Когда в эфир вышел эпизод «Набор веса 4000», многие СМИ всё ещё обсуждали долговечность и общее качество «Южного парка». Поскольку сериал всё ещё находился на начальной стадии, эпизод продолжал шокировать многих из-за частого использования персонажами ненормативной лексики. Тем не менее, несколько рецензентов посчитали, что «Набор веса 4000» был значительным улучшением по сравнению с «Картманом и анальным зондом», и сочли, что он пошёл в гораздо более сатирическом направлении. Несколько СМИ описали пятый эпизод сезона «Слон занимается любовью со свиньёй» как один из самых популярных первых эпизодов. Том Карсон из Newsday сказал, что это был самый возмутительный эпизод в «Южном парке», пока три месяца спустя не вышел в эфир «Мистер Хэнки, рождественская какашка». Многие обозреватели также отметили, что это простое название демонстрирует грубость и оригинальность «Южного парка».
Из-за своего воздействия «Южный Парк» попал на обложку журнала Rolling Stone в феврале 1998 года и Newsweek в марте 1998 года. В 1998 году он обсуждался в пяти различных статьях The New York Times. Франк Рич из The New York Times упомянул о «способности шоу затрагивать политические темы с гораздо большим успехом, чем другие (более явно политические) шоу», и посчитал, что этот сериал «уморительно откровенен о вере, семье и смерти» и «не является ни политически корректным, ни некорректным; это совершенно другая, постидеологическая комическая карта». В 2002 году Джереми Конрад из IGN написал в обзоре DVD, что редко бывает, чтобы телевизионный сезон был «идеальным», но «первый сезон „Южного Парка“ чертовски близок» и что «почти каждый эпизод на этом трёхдисковом наборе — классический, и каждый по-прежнему чертовски забавен даже после стольких просмотров за эти годы».
В 2008 году учёный Стивен Гренинг утверждал, что шоу появилось как часть реакции на культурные войны 1980-х и 1990-х годов в США, в которых широко обсуждались такие вопросы, как материнство Мерфи Брауна, сексуальность Тинки-Винки и семейные ценности «Симпсонов». Культурные войны, и в частности политическая корректность, были вызваны верой в то, что релятивизм становится всё более актуальным в повседневной жизни. Гренинг объяснил, что «Южный парк» «сделал себе имя грубым, грубым, вульгарным, оскорбительным и потенциально опасным». Его критики утверждали, что Стэн, Кайл, Картман и Кенни были плохими образцами подражания для детей, в то время как его сторонники праздновали защиту свободы слова в сериале.

### Влияние на Comedy Central
В 2006 году Девин Леонард из Fortune считал, что запуск «Южного Парка» превратил Comedy Central из «не очень смешной» сети в «мощную кабельную индустрию почти мгновенно». Влияние шоу в конечном итоге удивило всех участников. В то время у кабельной сети было всего 21 миллион абонентов. Comedy Central агрессивно продвигал сериал перед запуском, заявив, что «именно поэтому они изобрели V-чип». В результате шумиха привела к тому, что сеть заработала примерно 30 миллионов долларов только на продаже футболок ещё до того, как первый эпизод был показан в эфире.
«Южный парк» сразу же стал одним из самых популярных шоу на кабельном телевидении, которое постоянно смотрело от 3,5 до 5,5 миллионов зрителей. Денверская компания Tele-Communications Inc., крупнейший оператор кабельного телевидения в США в то время, только что отказалась от Comedy Central, но когда дебютировал «Южный парк», газеты и радиостанции Денвера жестко критиковали оператора за то, что он не транслировал популярное шоу двух местных режиссёров — Паркера и Стоуна. Дуг Херцог, президент Comedy Central в то время, сказал, что публика «сошла с ума», поскольку только через Tele-Communications Inc. сеть получила около десяти миллионов новых подписок, «что в то время было неслыханно».
Comedy Central, до этого являвшаяся дочерней компанией MTV Network, решила, отчасти из-за успеха «Южного Парка», создать собственный независимый отдел продаж. К концу 1998 года Comedy Central продала товаров для шоу на сумму более 150 миллионов долларов, включая футболки и куклы. В течение следующих нескольких лет аудитория Comedy Central резко выросла в основном благодаря «Южному парку», добавив 3 миллиона новых подписчиков только в первой половине 1998 года и позволив сети подписать международные соглашения с сетями в нескольких странах.

### Награды и номинации
Некоторые эпизоды первого сезона были номинированы на несколько премий. Четвёртый эпизод сезона «Большой Эл-гомосек и его гомояхта» был номинирован на премию «Эмми» 1998 года в категории «Лучшая анимационная программа (менее одного часа)», но проиграл эпизоду «Симпсонов» «Trash of the Titans». Этот же эпизод также был номинирован на премию GLAAD в категории «Выдающееся телевидение — индивидуальный эпизод», но проиграл другому эпизоду «Симпсонов», «Homer’s Phobia». «Вулкан», третий эпизод сезона, был номинирован на премию Environmental Media в категории «Телевизионные комедии», но в итоге проиграл другому эпизоду «Симпсонов», «The Old Man and the Lisa».
В течение первого сезона сериала «Южный Парк» выиграл премию CableACE в номинации «Лучший анимационный сериал» и был номинирован на премию «Энни» 1998 года в категории «Выдающиеся достижения в анимационной программе в прайм-тайм или в телевизионной программе поздно вечером». В 1998 году два создателя шоу, Мэтт Стоун и Трей Паркер, выиграли премию «Нова», которую Гильдия продюсеров Америки присудила наиболее многообещающим продюсерам на телевидении.

## Релиз на DVD
| Южный Парк — Весь первый сезон |                 |                |
| Примечания к DVD |                 |                |
| - 13 эпизодов - трёхдисковый набор - соотношение сторон экрана 1,33:1 - субтитры на английском, французском и испанском языках - английский звук (Dolby Digital 2.0) |                 |                |
| Особые возможности |                 |                |
| - предисловия с Треем Паркером и Мэттом Стоуном к каждому эпизоду - видео Картмана «O Holy Night» - видео Неда «O Little Town of Bethlehem» - четыре оригинальных телевизионных проморолика - «День благодарения в Южном парке», эксклюзивное видео для ток-шоу «The Tonight Show» с Джеем Лено - четыре мальчика на церемонии вручения премии CableACE в 1997 году |                 |                |
| Даты выпуска |                 |                |
| Регион 1 | Регион 2        | Регион 4       |
| 12 ноября 2002 | 22 октября 2005 | 4 октября 2005 |

Первые шесть эпизодов были выпущены в виде набора из трёх видеокассет 5 мая 1998 года, что ознаменовало собой первый раз, когда «Южный Парк» был доступен на носителях. Первые выпуски DVD появились позже в том же году, когда 27 октября Warner Home Video выпустила все тринадцать эпизодов на сборниках «Южный Парк: Сборник 1», «Сборник 2» и «Сборник 3». Последний эпизод сезона «Мамаша Картмана — грязная шлюха» был выпущен на сборнике «Южный Парк: Сборник 4» 14 декабря 1999 года.
«Южный Парк — Весь первый сезон» был первоначально выпущен Warner Home Video как бокс-сет из трёх дисков в Регионе 1 12 ноября 2002 года и получил рейтинг MA. Сезон был переиздан 29 июня 2005 года компанией Paramount Home Entertainment. В выпусках DVD были представлены бонусные материалы, такие как предисловие к каждому эпизоду, две рождественские песни Эрика Картмана и Неда Герблански, короткий клип с участием Джея Лено и ещё один, в котором четыре мальчика присутствовали на церемонии вручения премии CableACE в 1997 году. Трей Паркер и Мэтт Стоун подготовили комментарии для каждого эпизода, но попросили выпустить их полностью, когда узнали, что комментарии будут отредактированы; комментарии были выпущены без редактирования Comedy Central на пяти компакт-дисках. В октябре 2005 года в Австралии был выпущен «Южный Парк: Полный сезон 1» с рейтингом 15 в Регионе 2. «Мистер Хэнки, рождественская какашка» снова был выпущен 13 ноября 2005 года на DVD-сборнике «Рождественское время в Южном парке».
Лицензии на распространение шести эпизодов первого сезона Южного парка («Вулкан», «Слон занимается любовью со свиньёй», «Конъюнктивит», «Дэмиен», «Кошмарный Марвин» и «Меха-Стрейзанд») были куплены в 2000 году компанией из Питтсбурга и веб-сайтом SightSound.com. Сайт сделал эпизоды доступными для скачивания по цене 2,50 доллара за двухдневную копию и за 4,95 доллара за постоянную копию. Это был один из первых экспериментов с загружаемыми телевизионными видео, что сделало «Южный парк» одним из первых шоу, легально доступных в Интернете. В марте 2008 года Comedy Central сделали эпизоды первого сезона, а также почти все другие эпизоды «Южного парка», доступными для легального просмотра на веб-сайте South Park Studios из США, а затем из Канады и Великобритании.